# David Lemor
David Lemor Bezdín (n. Lima 12 de septiembre de 1952) es un ingeniero industrial y empresario peruano de ascendencia judía.

## Biografía
Estudió Ingeniería Industrial en la Universidad Estatal de Carolina del Norte, de la que se graduó con honores cum laude.
Desde 1997 fue director de la Sociedad Nacional de Industrias y ejerció como Vicepresidente.
Fue miembro de la Comisión Perú Exporta 2003 de la Comisión para la Promoción de Exportaciones (PROMPEX) y del Plan Estratégico Nacional Exportador.
Ha sido miembro alterno del Consejo Consultivo Empresarial Andino (CCEA) ante la Comunidad Andina y coordinador del Grupo de Acceso a Mercados del Consejo Empresarial de Negociaciones Internacionales (CENI) en las negociaciones del Acuerdo de Promoción Comercial Perú - Estados Unidos.
En 2003 fue nombrado miembro del Consejo Nacional del Trabajo y Promoción del Empleo del Ministerio de Trabajo y Promoción del Empleo.
En febrero de 2005, fue nombrado como Ministro de la Producción por el presidente Alejandro Toledo. Se desempeñó en el cargo hasta el final del gobierno en julio de 2006.
En 2007 fue nombrado como representante del Ministerio de Comercio Exterior y Turismo para el proceso de ratificación del Acuerdo de Promoción Comercial Perú - Estados Unidos.
En junio de 2007 fue nombrado Director Ejecutivo de la Agencia de Promoción de la Inversión Privada (PROINVERSIÓN), cargo en el que permaneció hasta octubre de 2008.
Desde 2016 es miembro del Directorio del Fondo de Compensación para el Ordenamiento Pesquero (FONCOPES).
En el campo académico, ha sido profesor en la Universidad San Ignacio de Loyola y en la Universidad Ricardo Palma.